# Élections professionnelles des salariés des TPE et employés à domicile
Les élections professionnelles des salariés des TPE et employés à domicile concernent les salariés français des entreprises de moins de 11 salariés et les employés à domicile. Elles ont été mises en place pour la première fois en 2012 à la suite de la réforme de la représentativité syndicale en France.

## Élections de 2012
Les élections ont lieu du 28 novembre au 12 décembre 2012 par internet et par correspondance. 4 614 653 salariés sont appelés au vote dans deux collèges électoraux : les cadres (449 569) et les non-cadres (4 165 084). La CGT dénonce à l'issue du scrutin les « conditions déplorables » de son organisation. La CFDT affirme que le fait de voter par sigle et pas pour une liste de représentants a favorisé l'abstention tandis que l'UNSA considère que le taux de participation de 10,38 % est positif.

### Résultats
| Syndicats          | Total   | Total | Cadres | Cadres | Non-Cadres | Non-Cadres |
| Syndicats          | Voix    | %     | Voix   | %      | Voix       | %          |
| ------------------ | ------- | ----- | ------ | ------ | ---------- | ---------- |
| CGT                | 136 033 | 29,54 | 5 422  | 13,64  | 130 611    | 31,05      |
| CFDT               | 88 699  | 19,26 | 8 174  | 20,56  | 80 525     | 19,14      |
| FO                 | 70 231  | 15,25 | 3 490  | 8,78   | 66 741     | 15,86      |
| Autres (métropole) | 48 152  | 10,46 | 1 231  | 3,09   | 46 921     | 11,15      |
| UNSA               | 33 864  | 7,35  | 3 028  | 7,62   | 30 836     | 7,33       |
| CFTC               | 30 074  | 6,53  | 4 834  | 12,16  | 25 240     | 6,00       |
| Solidaires         | 21 885  | 4,75  | 1 269  | 3,19   | 20 616     | 4,90       |
| CAT                | 10 995  | 2,39  | 889    | 2,24   | 10 106     | 2,40       |
| CFE-CGC            | 10 697  | 2,32  | 10 697 | 26,91  | /          | /          |
| CNT                | 9 818   | 2,13  | 722    | 1,82   | 9 096      | 2,16       |

478 866 salariés participent au scrutin de 2012. 13 070 bulletins blancs et nuls sont comptabilisés. Les syndicats présents uniquement en Outre-mer (dont plusieurs sont rattachés à des centrales nationales), se partagent 5 348 suffrages . Pour ces premières élections, les syndicats obtiennent des résultats relativement attendus, la CGT arrivant en tête devant la CFDT et FO. La CFE-CGC, qui ne se présentait que dans le collège des cadres, y devance la CFDT et la CGT.

### Coût
L'organisation des élections de 2012 a coûté de l'ordre de 20 millions d'euros pour l'État ce qui, ramené à moins de 500 000 votants, donne un coût de près de 42 euros par suffrage. Ce coût est à comparer à celui des élections prud'homales de 2008, qui, selon le « rapport Richard » d'avril 2010, s'élève à 91,596 millions d'euros, soit 4,77 euros par électeur inscrit, et 18,7 euros par suffrage.

## Élections de 2017

### Résultats
| Syndicats  | Total  | Total | Cadres | Cadres | Non-Cadres | Non-Cadres |
| Syndicats  | Voix   | %     | Voix   | %      | Voix       | %          |
| ---------- | ------ | ----- | ------ | ------ | ---------- | ---------- |
| CGT        | 81 286 | 25,12 | 5 470  | 14,43  | 75 816     | 26,54      |
| CFDT       | 50 122 | 15,49 | 7 324  | 19,32  | 42 798     | 14,98      |
| FO         | 42 117 | 13,01 | 2 931  | 7,73   | 39 186     | 13,71      |
| UNSA       | 40 429 | 12,49 | 3 300  | 8,71   | 37 129     | 13,00      |
| CFTC       | 24 082 | 7,44  | 3 680  | 9,71   | 20 402     | 7,14       |
| Solidaires | 11 324 | 3,50  | 1 243  | 3,28   | 10 081     | 3,53       |
| CAT        | 3 899  | 1,20  | 565    | 1,49   | 3 334      | 1,17       |
| CFE-CGC    | 10 928 | 3,38  | 10 928 | 28,83  | /          | /          |
| CNT        | 7 436  | 2,31  | 668    | 1,76   | 6 795      | 2,38       |
| CNT-SO     | 5 844  | 1,81  | 214    | 0,56   | 5 634      | 1,97       |
| STC        | 3 472  | 1,07  | 497    | 1,31   | 2 975      | 1,04       |
| SAP        | 6 790  | 2,10  | 236    | 0,62   | 65 54      | 2,29       |

## Élections de 2021
Le nombre d'inscrits est de 4 888 296 dont 532 337 cadres. Le taux de participation a été de 5,44 % au total avec un taux de 6,19 et 5,34 % pour les cadres et les non-cadres respectivement. Le nombre de blancs et nuls est de 8 654 soit 3,26 % des voix.

### Résultats[7]
| Syndicats                     | Syndicats                                  | Syndicats  | Total  | Total | Cadres | Cadres | Non-Cadres | Non-Cadres |
| Syndicats                     | Syndicats                                  | Syndicats  | Voix   | %     | Voix   | %      | Voix       | %          |
| ----------------------------- | ------------------------------------------ | ---------- | ------ | ----- | ------ | ------ | ---------- | ---------- |
| Nationaux interprofessionnels | Nationaux interprofessionnels              | CGT        | 67 634 | 26,31 | 4862   | 15,19  | 62 772     | 27,89      |
| Nationaux interprofessionnels | Nationaux interprofessionnels              | CFDT       | 42 309 | 16,46 | 6072   | 18,97  | 36 237     | 16,10      |
| Nationaux interprofessionnels | Nationaux interprofessionnels              | UNSA       | 40 845 | 15,89 | 3653   | 11,41  | 37 192     | 16,52      |
| Nationaux interprofessionnels | Nationaux interprofessionnels              | FO         | 35 583 | 13,84 | 2132   | 6,66   | 33 451     | 14,86      |
| Nationaux interprofessionnels | Nationaux interprofessionnels              | CFTC       | 15 160 | 5,90  | 2481   | 7,75   | 12 679     | 5,63       |
| Nationaux interprofessionnels | Nationaux interprofessionnels              | Solidaires | 10 973 | 4,27  | 1092   | 3,41   | 9881       | 4,39       |
| Nationaux interprofessionnels | Nationaux interprofessionnels              | CFE-CGC    | 9907   | 3,85  | 9907   | 30,96  |            |            |
| Nationaux interprofessionnels | Nationaux interprofessionnels              | CNT-SO     | 5081   | 1,98  | 453    | 1,42   | 4628       | 2,06       |
| Nationaux interprofessionnels | Nationaux interprofessionnels              | CAT        | 2944   | 1,15  | 392    | 1,22   | 2552       | 1,13       |
| Nationaux interprofessionnels | Nationaux interprofessionnels              | USAP       | 2144   | 0,83  | 114    | 0,36   | 2030       | 0,90       |
| Nationaux interprofessionnels | Nationaux interprofessionnels              | STC        | 1797   | 0,70  | 270    | 0,84   | 1427       | 0,68       |
| Régionaux interprofessionnels | Guadeloupe, Saint-Martin, Saint-Barthélemy | UGTG       | 773    | 0,30  | 24     | 0,07   | 749        | 0,33       |
| Régionaux interprofessionnels | Guadeloupe, Saint-Martin, Saint-Barthélemy | CGTG       | 130    | 0,05  | 5      | 0,02   | 125        | 0,06       |
| Régionaux interprofessionnels | Martinique                                 | CDMT       | 182    | 0,07  |        |        | 182        | 0,08       |
| Régionaux interprofessionnels | Martinique                                 | CSTM       | 129    | 0,05  | 5      | 0,02   | 124        | 0,06       |
| Régionaux interprofessionnels | Martinique                                 | UGTM       | 117    | 0,05  | 1      | 0,00   | 116        | 0,05       |
| Régionaux interprofessionnels | Réunion                                    | UR 974     | 493    | 0,19  | 12     | 0,04   | 481        | 0,21       |
| Régionaux interprofessionnels | Nouvelle-Aquitaine                         | LAB        | 459    | 0,18  | 49     | 0,15   | 410        | 0,18       |
| Nationaux professionnels      | Nationaux professionnels                   | SPAMAF     | 11 024 | 4,29  |        |        | 11 024     | 4,90       |
| Nationaux professionnels      | Nationaux professionnels                   | CSAFAM     | 6864   | 2,67  |        |        | 6864       | 3,05       |
| Nationaux professionnels      | Nationaux professionnels                   | SNIGIC     | 967    | 0,38  |        |        | 967        | 0,43       |
| Nationaux professionnels      | Nationaux professionnels                   | SNTPCT     | 744    | 0,29  | 373    | 1,17   | 371        | 0,16       |
| Nationaux professionnels      | Nationaux professionnels                   | CNES       | 513    | 0,20  | 30     | 0,09   | 483        | 0,21       |
| Nationaux professionnels      | Nationaux professionnels                   | SPELC      | 326    | 0,13  | 73     | 0,23   | 253        | 0,11       |
| Nationaux professionnels      | Nationaux professionnels                   | SNPST      | 10     | 0,00  | 3      | 0,01   | 7          | 0,00       |

## Élections de 2024
Les élections ont lieu du 25 novembre au 9 décembre 2024 par internet et par correspondance. Le nombre d'inscrits est de 5 380 351 dont 550 361 cadres. Le taux de participation a été de 4,07 % au total avec un taux de 6,40 et 3,80 % pour les cadres et les non-cadres respectivement. 7 408 bulletins blancs et 1 687 bulletins nuls sont comptabilisés, soit 0,14 % et 0,03 % des voix.

### Résultats[8]
| Syndicats                     | Syndicats  | Total  | Total | Cadres | Cadres | Non-cadres | Non-cadres |
| Syndicats                     | Syndicats  | Voix   | %     | Voix   | %      | Voix       | %          |
| ----------------------------- | ---------- | ------ | ----- | ------ | ------ | ---------- | ---------- |
| Nationaux interprofessionnels | CFE-CGC    | 8 603  | 4,10  | 8 603  | 25,20  |            |            |
| Nationaux interprofessionnels | CFTC       | 17 386 | 8,29  | 3 097  | 9,07   | 14 289     | 8,13       |
| Nationaux interprofessionnels | CNT-SO     | 4 625  | 2,20  | 471    | 1,38   | 4 154      | 2,36       |
| Nationaux interprofessionnels | FO         | 24 523 | 11,69 | 1 886  | 5,53   | 22 637     | 12,88      |
| Nationaux interprofessionnels | Solidaires | 11 215 | 5,34  | 1 821  | 5,34   | 9 394      | 5,35       |
| Nationaux interprofessionnels | UNSA       | 30 175 | 14,38 | 3 291  | 9,64   | 26 884     | 15,30      |
| Nationaux interprofessionnels | CGT        | 58 001 | 27,64 | 6 769  | 19,83  | 51 232     | 29,16      |
| Nationaux interprofessionnels | CAT        | 2 310  | 1,10  | 372    | 1,09   | 1 938      | 1,10       |
| Nationaux interprofessionnels | CFDT       | 31 174 | 14,86 | 6 407  | 18,77  | 24 767     | 14,10      |
| Nationaux interprofessionnels | USGJ       | 6 846  | 3,26  | 747    | 2,19   | 6 099      | 3,47       |
| Régionaux interprofessionnels | UR974      | 271    | 0,13  | 8      | 0,02   | 263        | 0,15       |
| Régionaux interprofessionnels | UGTG       | 448    | 0,21  | 21     | 0,06   | 427        | 0,24       |
| Régionaux interprofessionnels | CDMT       | 96     | 0,05  | 5      | 0,01   | 91         | 0,05       |
| Régionaux interprofessionnels | CGTG       | 195    | 0,09  | 5      | 0,01   | 190        | 0,11       |
| Régionaux interprofessionnels | LAB        | 435    | 0,21  | 54     | 0,16   | 381        | 0,22       |
| Régionaux interprofessionnels | UGTM       | 53     | 0,03  | 4      | 0,01   | 49         | 0,03       |
| Régionaux interprofessionnels | CSTM       | 123    | 0,06  | 1      | 0,00   | 122        | 0,07       |
| Professionnels                | CNES       | 84     | 0,04  | 3      | 0,01   | 81         | 0,05       |
| Professionnels                | CSAFAM     | 2 772  | 1,32  |        |        | 2 772      | 1,58       |
| Professionnels                | SNTPCT     | 645    | 0,31  | 341    | 1,00   | 304        | 0,17       |
| Professionnels                | SPAMAF     | 8 597  | 4,10  |        |        | 8 597      | 4,89       |
| Professionnels                | SPELC      | 444    | 0,21  | 191    | 0,56   | 253        | 0,14       |
| Professionnels                | SNPST      | 7      | 0,00  | 4      | 0,01   | 3          | 0,00       |
| Professionnels                | FNASS      | 191    | 0,09  | 21     | 0,06   | 170        | 0,10       |
| Professionnels                | SNIGIC     | 612    | 0,29  | 11     | 0,03   | 601        | 0,34       |